# Physocystidium
Physocystidium es un género de hongos de la familia Tricholomataceae. Es un género monotípico cuya única especie es Physocystidium cinnamomeum. Esta especie se encuentra en Trinidad y fue descrita originalmente cómo nueva para la ciencia en 1951 como Collybia cinnamomea por el micólogo R.W.G. Dennis; Rolf singer lo transfirió al entonces recién creado género Physocystidium en 1962.